# Pleiogynium solandri
Pleiogynium solandri là một loài thực vật có hoa trong họ Đào lộn hột. Loài này được (Benth.) Engl. miêu tả khoa học đầu tiên năm 1883.